# Tomoko Kawase
Tomoko Okuda (em japonês: 奥田 智子; romaniz.: Okuda Tomoko; nascida Tomoko Kawase (em japonês: 川瀬 智子; romaniz.: Kawase Tomoko) em Quioto em 6 de fevereiro de 1975) é uma cantora, musicista, compositora, produtora, modelo e atriz japonesa, vocalista do grupo musical The Brilliant Green. Como artista solo, ela tem se apresentado utilizando os pseudônimos de Tommy February6 e Tommy Heavenly6.
Devido a seu casamento com o o baixista Shunsaku Okuda, seu nome legal mudou para Tomoko Okuda (em japonês: 奥田 智子; romaniz.: Okuda Tomoko), contudo, dentro do meio musical ela continua sendo conhecida por Kawase Tomoko.

## Biografia
Tudo começou com o sucesso do grupo J-pop japonês "The Brilliant Green". A banda foi formada por Shunsaku Okuda e Ryo Matsui, que decidiram formar uma banda, e convidaram Tomoko Kawase para integrá-la. Na ocasião ela cantava em algumas locações na província de Quioto. Sua influência musical desse tempo era o rock britânico, assim como também o norte-americano. Uma de suas principais influências foi The Beatles.
Desde a sua formação, no ano de 1997, a banda deixou claro que pretendia fazer música de qualidade. Sua atitude também se viu refletida em sua música e em 1998 foi uma das bandas com melhores vendas graças ao single "There Will Be Love There ~Ai no aru bashō~". Tomoko é a integrante do grupo que mais chama a atenção de seus fãs, principalmente por sua personalidade quase infantil, assim como também sua forma de cantar tanto em japonês como em inglês.
Após os sucessos dos três primeiros álbuns de estúdio da banda, "The Brilliant Green", "Terra 2001", e "Los Angeles", entre 2001 e 2002, os integrantes do The Brilliant Green passaram por um período de descanso para obterem maior inspiração na criação de novas músicas. Durante este período, Tomoko começou sua carreira solo, usando seu alterego pop de "Tommy February6" em 2001.
Tommy February6 é uma jovem alcoólatra obcecada pelos ritmos dos anos 80 e pela estética retrô, que canta canções de amor e desengano acompanhada de um grupo de animadoras. O primeiro single de Tommy February6 foi "Everyday at the Bus Stop", onde representa uma menina inocente que espera o ônibus enquanto lê o romance "Sweet Valley High" de Francine Pascal. O single foi um êxito e pouco depois lançaria "♡KISS♡ ONE MORE TIME" com um videoclipe. Seu terceiro single solo é "Bloomin'!", onde interpreta Alice, de Lewis Carroll. Nessa época lançou seu primeiro álbum, "Tommy February6". Ele ficou em primeiro lugar na Oricon Albums Chart.

## Discografia

### The Brilliant Green
- The Brilliant Green (1998)
- Terra 2001 (1999)
- Los Angeles (2001)
- The Winter Album (2002)
- Blackout (2010)

### Tommy february6
- Tommy February6 (2002)
- Tommy Airline (2004)
- February & Heavenly (2012)
- Tommy Candy Shop (Sugar Me) (2013)

### Tommy heavenly6
- Tommy heavenly6 (2005)
- Heavy Starry Heavenly (2007)
- I Kill My Heart (2009)
- february & heavenly (2012)
- Tommy Ice Cream Heaven Forever (2013)